# Post reditum in Senatu
Post reditum in Senatu è un'orazione pronunciata dall'oratore e politico romano Marco Tullio Cicerone di fronte al Senato, il 5 settembre 57 a.C., al ritorno dall'esilio.
(Marco Tullio Cicerone, Post reditum in Senatu 15,39)

## Contesto storico
Nel 63 a.C. Cicerone raggiunse l’acme della sua carriera politica. Infatti, in quell'anno, in cui era console, riuscì a sventare la congiura di Catilina:  grazie al consensus omnium bonorum (cioè il consenso che egli riuscì a creare tra gli ordini superiori, il ceto senatorio e quello equestre) mandò a morte Catilina e i suoi seguaci. Tuttavia, questo sarà l'episodio che segnerà una lenta, ma inesorabile parabola discendente per l'Arpinate.
Nel 59 a.C. Cicerone si trovò ad essere isolato politicamente: Gneo Pompeo, dopo svariati tentativi andati a vuoto di avvicinamento a Cicerone (in quanto era ormai insofferente verso il triumvirato, di cui egli stesso faceva parte, e voleva avere l'appoggio dei senatori per il tramite di Cicerone), non poté più fare affidamento su di lui; Gaio Giulio Cesare, dopo aver avanzato numerose proposte di collaborazione ed essere stato puntualmente respinto, si allontanò da Cicerone; Publio Clodio Pulcro aveva un atteggiamento ostile nei suoi confronti (anche in seguito al fatto che Cicerone aveva testimoniato contro di lui in tribunale dopo lo scandalo della Bona Dea).
La situazione dell'Arpinate peggiorò allorché Clodio, operata la transitio ad plebem ("il passaggio allo stato plebeo") in seguito all’adrogatio (cioè l'adozione) da parte di una famiglia plebea, in quanto egli era patrizio e non poteva aspirare al tribunato della plebe, venne eletto tribuno della plebe il 10 dicembre 59 a.C. e subito propose quattro leggi, approvate il 4 gennaio del 58 a.C.: la prima (lex Clodia frumentaria) era un plebiscito che ordinava distribuzioni gratuite di frumento ai poveri, pare senza limite di numero, le quali, a dir di Cicerone ridussero di un quinto le rendite dello Stato; la seconda (lex Clodia de censoria notione) limitava il potere dei censori di espellere senatori; la terza (lex Clodia de iure et tempore legum rogandarum) prevedeva che si potessero tenere i comizi in tutti i dies fasti (i giorni in cui era lecito trattare gli affari pubblici e privati) e che non si potessero ostacolare i comizi; la quarta legge (lex Clodia de collegiis) dichiarava legale la formazione di circoli e collegia ("collegi"), dichiarati illegittimi cinque anni prima: in realtà, dietro di essi Clodio nascondeva le proprie bande armate. Contro la legittimità di questi provvedimenti si scagliarono i nuovi pretori Memmio e Domizio Enobarbo, che tuttavia non poterono far nulla poiché Cesare, avendo già il Senato ostile, non voleva inimicarsi anche Clodio, mentre Pompeo vedeva di buon occhio questa legislazione. Quindi, Clodio propose due leggi ad personam: la lex Clodia de capite civis Romani, un plebiscito votato il 20 marzo che stabiliva la proscrizione (aquae et ignis interdictio) per quei magistrati che avessero mandato a morte un cittadino romano senza regolare processo, e la lex Clodia de provinciis consularibus, altro plebiscito votato in contemporanea con la de capite civis, che assegnava ai consoli di quell'anno, Lucio Calpurnio Pisone e Aulo Gabinio, le province rispettivamente di Macedonia e Cilicia (sostituita in seguito con la Siria). La prima legge era volta a colpire direttamente Cicerone, anche se quest'ultimo non veniva nominato esplicitamente, la seconda ad assicurarsi l'appoggio dei due consoli.
Si innescò quindi una macchina a difesa di Cicerone: il Senato, dopo essersi appellato invano a Gabinio, mise il lutto, ma i consoli costrinsero con un editto ad interromperlo; un amico di Cicerone, Lucio Elio Lamia, tentò di organizzare una protesta degli equestri, ma Gabinio lo esiliò a duecento miglia da Roma; infine, lo stesso Senato inviò a Pompeo una delegazione dei senatori più illustri perché egli si rivolgesse ai consoli: ma ancora una volta la richiesta fu respinta e, anzi, Clodio e Pisone minacciarono il ricorso alla violenza se Cicerone non se ne fosse andato spontaneamente.
Così l'Arpinate abbandonò Roma probabilmente il 20 marzo, rifugiandosi in un primo momento nei dintorni della città, ma Clodio fece approvare la lex de exilio Ciceronis, un nuovo plebiscito emanato il 25 marzo e votato il 24 aprile dal Concilium Plebis (l'assemblea popolare), che decretava l'esilio di Cicerone, la confisca dei suoi beni, la demolizione della sua casa, la messa a bando di coloro che lo ospitassero e l'obbligo per l'Arpinante di tenersi lontano da Roma quattrocento miglia, poi aumentate per impedirgli di risiedere in Sicilia e a Malta.

### Esilio di Cicerone
Il 29 aprile del 58 a.C. Cicerone lasciò definitivamente l'Italia, imbarcandosi da Brindisi. In questo periodo egli cercò di ripristinare il concursus honorum omnium per cercare di tornare, ma, non riuscendoci, entrò in uno stato depressivo, pensando addirittura al suicidio e prendendosela con tutto e tutti, come l'amico Attico, per averlo mal consigliato, e Pompeo, per averlo abbandonato in mano ai nemici. Quest'ultimo però, o per il rimorso o pensando che Cicerone potesse tornare utile o per la sua ostilità sempre maggiore verso Clodio e Crasso, iniziò a muovere le prime trame per il ritorno dell'Arpinate. A maggio, mentre Cicerone era in Macedonia (grazie a Gneo Plancio, suo amico e questore in quella provincia nel 58 a.C.), lo storico, erudito e uomo politico Marco Terenzio Varrone e Publio Plauzio Ipseo, amici di Pompeo, fecero i primi tentativi, ma Clodio, per mezzo delle sue bande armate, riuscì a bloccarli. Il console Gabinio, vecchio sostenitore di Pompeo, fece scontrare per strada una delle sue bande con quelle di Clodio (anche se l'odio di Cicerone verso di lui non si placherà).
Il tribuno Lucio Ninnio Quadrato, sostenuto da Pompeo, il 1º giugno propose al Senato il richiamo di Cicerone dall'esilio e tutti furono favorevoli, tranne il tribuno Elio Ligure, che oppose il veto.
Pompeo intanto si stava impegnando attivamente per la causa ciceroniana, ma Clodio, servendosi della fobia di Pompeo di essere ucciso, lo spinse a ritirarsi nella sua casa di campagna per tutto l'anno.
Il genero di Cicerone invece cercò di portare dalla sua parte il console Pisone, suo parente, arrivando addirittura a rinunciare alla partenza per la sua provincia come questore; mentre il tribuno della plebe del 57 a.C. , Publio Sestio, si recò da Cesare in Gallia per ottenere il suo aiuto, ma pare che sia stato accolto con freddezza.
Nel 57 a.C. però le nuove elezioni, che designarono come console Publio Lentulo Spintero, amico di Cicerone, e Quinto Metello Nepote (cugino di Clodio), che iniziò a deporre la sua vecchia inimicizia verso l'Arpinate, sorrisero a Cicerone. Tanto più che gli otto tribuni in carica, tra cui Tito Annio Milone, vedendo un evolversi favorevole della situazione, il 29 ottobre avanzavano una proposta per il rientro di Cicerone dall'esilio (Rogatio VIII tribunarum de reditu Ciceronis); ancora una volta, però, Elio Ligure oppose il veto, così Cicerone, che intanto si era spostato da Salonicco a Durazzo per seguire più da vicino la situazione, si sentì ulteriormente demoralizzato.

### I tentativi per il rientro
Lentulo Spintero, intanto, il 1º gennaio del 57 propose in Senato il richiamo di Cicerone, ottenendo il beneplacito di Nepote e di Appio Claudio Pulcro, fratello maggiore di Clodio. Lucio Cotta, console nel 65, sosteneva che Cicerone non solo doveva essere richiamato, ma che dovesse ricevere anche pubblici onori, mentre Pompeo, da parte sua, era d'accordo: l'unica eccezione che poneva era che si dovesse consultare prima il popolo. L'obiettivo era quello di votare entro gennaio, ma due nuovi tribuni, Quinto Numerio Rufo e Atilio Serrano, riuscirono ad impedirlo: infatti, il giorno previsto per la votazione popolare, il 25 gennaio, fecero presidiare il foro da bande armate e il tribuno Quinto Fabricio, sostenitore di Cicerone, non poté presentare al popolo la sua proposta, la Rogatio Fabricia (o detta genericamente Rogatio VIII tribunarum de reditu Ciceronis) e, anzi, ne nacque una furibonda guerriglia, durante la quale lo stesso fratello dell'Arpinate, Quinto Cicerone, sfuggì per miracolo alla morte.
La lotta fra bande continuava, soprattutto in seguito alla decisione di Sestio e di Milone di arruolare proprie bande, ma il fenomeno eversivo era destinato ad essere arginato dal Senato, che era obbligato a ripristinare la propria autorità. Ma ormai le cose stavano evolvendo a favore di Cicerone.
Lentulo Spintero, infatti, propose una mozione, con la quale si chiedeva ai governatori delle province di proteggere Cicerone e a tutti i cittadini presenti sul territorio italico di recarsi a Roma per votare il ritorno dell'Arpinate. Dal canto suo, Pompeo, rassicurato Cesare e ottenuta la sua neutralità, iniziò ad impegnarsi con maggior fervore per la causa ciceroniana, tenendo discorsi nel foro e girando per tutti i municipi d'Italia allo scopo di ottenere consensi: la sua argomentazione principale era che Cicerone aveva salvato la patria in occasione della congiura di Catilina, argomentazione che il Senato ordinò, con un solo voto contrario (quello di Clodio), che fosse messa a verbale. Così il giorno dopo lo stesso Senato decretò che venisse considerato nemico pubblico chi avesse impedito le votazioni per il ritorno di Cicerone.
Il voto popolare si tenne il 4 agosto 57 a.C.:  per l'occasione ci fu una straordinaria affluenza popolare, soprattutto di italici. Mentre Lentulo Spintero presentava la sua proposta, Milone era pronto ad intervenire con le sue bande, anche se Clodio non poteva ormai fare più nulla, in quanto lo stesso Pompeo si era pubblicamente dichiarato favorevole al ritorno di Cicerone.
La lex Cornelia Caecilia de revocando Cicerone (che prese appunto il nome dei due consoli proponenti, Publio Cornelio Lentulo Spintero e Quinto Cecilio Metello Nepote) fu così approvata dai comizi centuriati e Cicerone, salpato da Durazzo il 4 agosto, giunse il giorno successivo a Brindisi, dove fu accolto con grande giubilo. Dopo aver ricevuto qualche giorno dopo la conferma del voto favorevole, partì alla volta di Roma, dove entrò trionfalmente il 4 settembre attraverso la porta Capena, e il popolo romano gli tributò grandi festeggiamenti nel foro e sul Campidoglio.

## Contenuto dell'opera
La Post Reditum in Senatu è una gratiarum actio, cioè un'orazione di ringraziamento, pronunciata da Cicerone il 5 settembre del 57 a.C. davanti al Senato per ringraziare appunto tutti coloro che avevano reso possibile il suo ritorno dal triste esilio. L'orazione si compone di 15 capitoli e 39 paragrafi, (in riferimento all'edizione considerata, ossia UTET), ed è così strutturata:
- 1,1-2: ringraziamento ai senatori;
- 2,3-4: ringraziamento a Lucio Ninnio; attacco ad Elio Ligure e a Clodio; ringraziamento agli otto tribuni che hanno presentato proposte in suo favore:
- 3,5-7: ringraziamento a Publio Lentulo, Quinto Metello, ai tribuni della plebe e a Gneo Pompeo;  decisione di Cicerone di rinunciare al rimpatrio; tentativo di impedire il suo ritorno da parte dei clodiani; descrizione delle violenze che stavano imperversando a Roma in sua assenza; alcuni, a causa di questo clima di violenza decidono di abbandonare la causa ciceroniana, altri no;
- 4,8-10: nuovo ringraziamento a Lentulo e nuovo attacco a Elio Ligure; riferimento alla lex Clodia de capite civis romani; attacco a i consoli Pisone e Gabinio;
- 5,11-12: continua l'attacco ai due consoli, con riferimento ai provvedimenti da essi presi contro Cicerone; attacco a Clodio;
- 6,13-15: ancora attacco ai due consoli: Cicerone qui si sofferma sui singoli vizi, difetti e turpitudini dei due mercatores provinciarum («mercanti di province»: 4,10);
- 7,15-18: attacco a Lucio Pisone, che ha ingannato il Senato e il popolo e ha ricevuto la sua ricompensa (cioè la provincia di Macedonia) quando Cicerone era appena partito per l'esilio; Cicerone descrive la spartizione dei suoi beni da parte dei due consoli e la loro riscossione delle province, che erano state loro promesse da Clodio in un foro deserto;
- 8,18-22: nuovo ringraziamento ai consoli del 57 a.C., ai tribuni e ai pretori; Cicerone ricorda in particolare Tito Annio Milone, che ha contrastato le bande armate di Clodio con le proprie, e Publio Sestio, che si è speso per lui come un fratello, anche a rischio della sua vita; ringraziamento ai tribuni Caio Cestilio, Marco Cispio, Tito Fadio, Marco Curzio, Caio Messio e Quinto Fabrizio;
- 9,22-24: ringraziamento di Cicerone ai pretori di quell'anno: Lucio Cecilio, Marco Calidio, Caio Settimio, Quinto Valerio, Publio Crasso, Sestio Quintilio e Caio Cornuto; ringraziamento a tutti i promotori del suo ritorno e promessa di riconoscenza perpetua nei loro confronti; nuovo ringraziamento a Lentulo; Cicerone ricorda il decreto con cui il Senato chiamava i cittadini romani e italici a votare a favore del suo ritorno;
- 10,25-26: ringraziamento a Quinto Metello, prima nemico, ora alleato di Cicerone; l'Arpinate ricorda come il Senato abbia votato unanime (con il solo Clodio contrario) la legge per il suo ritorno e come i cittadini più autorevoli abbiano ripetuto all'assemblea popolare le parole spese dal Senato in suo favore;
- 11,27-29: nuovo ringraziamento al Senato e a Lentulo; Cicerone ricorda come tutta l'Italia sia accorsa per votare il suo ritorno nei comizi centuriati; ringraziamento a Pompeo per aver sostenuto la sua causa;
- 12,30-32: nuovo ringraziamento a Milone, a Sestio e ai senatori; ringraziamento a Pompeo;
- 13,32-33: nuovo attacco ai consoli Gabinio e Pisone; riferimento all'atteggiamento ambiguo di Cesare; Cicerone ricorda il clima di tensione e terrore diffusi da Clodio e dai suoi seguaci e come egli avrebbe potuto ricorrere alle armi, ma non lo ha fatto per timore di ritorsioni sui multis bonis («molta brava gente») a causa sua;
- 14,34-36: Cicerone continua il discorso del paragrafo precedente, sostenendo che la scelta di difendersi con le armi sarebbe stata infelice per lo Stato e che questo non se lo sarebbe mai perdonato; ringraziamento a Gneo Plancio; Cicerone sostiene che avrebbe accresciuto la sua indipendenza per la difesa della res publica;
- 15,36-39: autocelebrazione di Cicerone quale salvatore della patria; ringraziamento al fratello Quinto e al genero Caio Pisone; Cicerone ricorda come per nessuno dei tre consoli (Publio Popilio Lenate, Quinto Metello e Caio Mario) richiamati dall'esilio prima di lui ci sia stata l'assoluta concordia e l'enorme e sentita partecipazione di tutti, come nel suo caso; infine, sostiene che sarebbe rimasto sempre leale nei confronti dello Stato, ricambiando in questo modo la fiducia che gli era stata data dal popolo romano.

La Post reditum in senatu fa il paio con l'altra orazione di ringraziamento pronunciata da Cicerone davanti al popolo, la Post reditum ad Quirites.
Le due orazioni, pur nella loro somiglianza, divergono su alcuni punti, tra cui uno in particolare, e cioè che nella Post reditum in senatu, trattandosi di un'orazione davanti al Senato, viene dato maggiore spazio ai sostenitori della repubblica, soprattutto naturalmente gli ottimati, come Pompeo, che allora era gradito alla maggioranza dei senatori; mentre nella Ad Quirites viene ridotta la portata dell'attacco ai consoli Gabinio e Pisone.

## I protagonisti
I protagonisti di questa orazione sono:
- Cicerone: Cicerone è naturalmente il protagonista assoluto dell'orazione. Nonostante egli nel corso della stessa professi sempre la sua eterna riconoscenza verso gli attori del suo ritorno dall'esilio, tuttavia opera, in modo abbastanza evidente, un'autocelebrazione: infatti, più volte ribadisce che la salvezza della res publica è legata alla sua e facendo capire che questa convinzione non fosse solo sua, ma soprattutto di molti altri, tra cui Pompeo. Inoltre, l'Arpinate dichiara di aver rinunciato di ricorrere alle armi contro coloro che avevano progettato il suo esilio proprio per amore della patria e degli homines boni: infatti, la sua azione avrebbe provocato violente rappresaglie e terribili spargimenti di sangue, cosa che lo avrebbe addolorato molto. Alla fine dell'orazione, Cicerone afferma che la sua lealtà e il suo impegno nella difesa della repubblica sarebbero diventati addirittura maggiori che in passato[14].
- Lentulo: Da sempre amico di Cicerone, Publio Cornelio Lentulo Spintero è eletto console per il 57 a.C., l'anno dopo i consoli Pisone e Gabinio, sostenitori di Clodio. La prima rogatio («proposta di legge») del suo consolato è quella che prevede il richiamo di Cicerone dall'esilio (1º gennaio 57). La proposta, anche grazie al sostegno di Pompeo, viene approvata nel corso dello stesso anno, non senza l'ostruzionismo, anche violento, di Clodio e delle sue bande. Nell'orazione Cicerone definisce Lentulo parens ac deus («genitore e dio»), appellativi prestigiosi. Infatti, Lentulo, in quanto suo grande benefattore, è considerato da Cicerone un padre e un dio, dal momento che il suo ritorno dall'esilio è paragonabile ad un nuovo natalis dies («giorno di nascita»), reso possibile proprio dal nuovo console. Inoltre, nella tradizione militare romana il cittadino romano che ha salvato un suo concittadino è considerato un servator («salvatore») e un padre. Il beneficiario, a sua volta, ha un grande peso di riconoscenza presente e futura verso il benefattore[15]: infatti, Cicerone sostiene che sia lui che i suoi figli saranno per sempre riconoscenti verso Lentulo.
- Metello: Quinto Metello Nepote è l'altro console del 57 insieme a Lentulo. Nell'orazione Cicerone ricorda come Metello, nonostante la vecchia inimicizia tra i due, dovuta anche al fatto che Nepote è cugino di Clodio (la madre di questi, Cecilia, era la sorella del padre di Metello), sia passato dalla sua parte dopo che Publio Servilio Vatia Isaurico, consolare e parente di Metello, gli aveva ricordato le «imprese e le virtù della sua famiglia e della parentela comune»[16]. L'Arpinate quindi ringrazia l'antico avversario per lo zelo verso la sua causa.
- Senato: gli appellativi rivolti da Cicerone al Senato sono gli stessi utilizzati per Lentulo: quindi anch'essi sono considerati parentes/patres per i loro innumerevoli beneficia, merita, promerita e munera («benefici, doni») e per le loro manifestazioni di partecipazione commossa (come quella di vestirsi a lutto e recarsi dai consoli per richiedere il suo ritorno) e verso di loro Cicerone avrà sempre un debito inestinguibile[17]. Nel corso dell'orazione, tuttavia, l'Arpinate sottolinea anche il clima di terrore di quel periodo e la conseguente paura di alcuni esponenti del Senato di schierarsi apertamente dalla sua parte.
- Pompeo: anche nei confronti di Gneo Pompeo Cicerone si mostra infinitamente e, si potrebbe aggiungere, sinceramente riconoscente. In effetti, come Cicerone tiene a sottolineare, i due sono legati da un'intima e antica amicizia (anche se in realtà era un'amicizia molto ambigua): Pompeo, proprio per questo (e probabilmente anche perché capisce che l'oratore potrebbe tornargli in qualche modo utile e per il rimorso per non aver fatto più di tanto per impedire il suo esilio), quando il vento inizia ad essere favorevole all'Arpinate, si fa promotore in tutti i modi del richiamo di quest'ultimo:  per esempio sostiene che la salvezza dello Stato è legata a quella di Cicerone, gira tutta l'Italia, municipio per municipio, per ottenere l'appoggio alla causa ciceroniana e agli inizi di luglio pronuncia l'orazione a sostegno dell'Arpinate. Cicerone lo definisce fratello o padre, con tutta la carica simbolica che questi termini evocano[14].
- Quinto: il fratello di Cicerone, nell'ultima fase dell'esilio di quest'ultimo si era prodigato con continue suppliche per il suo ritorno, arrivando anche a rischiare la propria vita il 23 gennaio del 57 per i tumulti sollevati dai clodiani in occasione della Rogatio Fabricia e mantenendo il lutto per il fratello anche dopo l'editto dei consoli che proibiva queste manifestazioni pubbliche. Dunque, Quinto è un servator («salvatore»)[18] a tutti gli effetti e Cicerone riserva a lui la parte più importante dell'orazione, quella finale. L'Arpinate sottolinea infatti il ruolo del fratello nella vicenda, in quanto era solo nella sua battaglia per la revoca dell'esilio, non avendo i due fratelli alle spalle una famiglia nobiliare poiché homines novi (« uomini nuovi»).
- Gabinio e Pisone: consoli del 58. Comprati da Clodio con la lusinga di ricevere in cambio le province di Macedonia e Siria, ostacolano in ogni modo le iniziative per il ritorno di Cicerone. Questi opera in Senato un feroce attacco contro i due, resisi colpevoli di non aver atteso neanche un'ora dopo la sua partenza per l'esilio per effettuare la compravendita (infatti li chiama «mercanti di province») e di essersi spartiti i suoi beni: dalla casa sul Palatino venivano trasferiti in quella di Pisone, dalla villa di Tuscolo nella casa di Gabinio. Cicerone li sbeffeggia deformando loro abitudini e costumi: Gabinio è descritto come un dissipatore di patrimoni a causa della vita lussuosa che conduceva, un depravato, un ubriacone, un console attento più ad impomatare e pettinare i suoi capelli che a salvaguardare la dignità della sua carica; mentre di Pisone si dice che è un giovanotto affettato, ma al contempo stupido, insipido, privo di talenti e un «rozzo bestione»[19], dedito all'epicureismo solo per avere un pretesto per poter godere dei piaceri della vita. I due, insomma, sono presentati da Cicerone sotto una luce assolutamente negativa, in quanto hanno tradito e portato alla rovina lui, ma prima ancora la patria.
- Milone e Sestio: Tito Annio Milone e Publio Sestio sono due tribuni della plebe eletti nel 57, che hanno un ruolo non secondario nella vicenda. Infatti, i due prendono parte attivamente alla causa in favore del ritorno dell'oratore: di Milone Cicerone esalta la sua capacità di individuare il nemico interno (Clodio) e di agire per il bene della patria, arrivando perfino a giustificare l'azione violenta condotta dal tribuno contro Clodio; mentre, nel caso di Sestio, l'Arpinate sottolinea lo zelo che ha dimostrato nel sostegno alla sua causa e lo definisce frater («fratello»), trattandosi naturalmente anche questa volta di una parentela metaforica, in quanto Sestio ha messo a disposizione mezzi e coinvolto clienti, servi e liberti[20].
- Clodio: Publio Clodio Pulcro è uno dei tribuni della plebe del 58 e principale fautore dell'esilio di Cicerone. Egli riveste dunque un ruolo di primo piano nella vicenda, ma stranamente Cicerone non lo nomina mai esplicitamente nel corso dell'orazione, ricorrendo piuttosto a perifrasi, come «un tribuno della plebe»[21] o «bandito»[22]. Naturalmente, il suo uditorio sa a chi l'oratore si riferisce. Probabilmente, Cicerone vuole far intendere così che Clodio non è neppure degno di essere nominato.
- Italici: pur ricorrendo poche volte nell'orazione, gli italici svolgono un ruolo essenziale nel ritorno dell'Arpinate: infatti, è soprattutto grazie ai loro voti che ciò è possibile. Cicerone perciò non dimentica di ringraziarli, non mancando tra l'altro di sottolineare il fatto che essi si sono mobilitati e giunti da tutta Italia solo per lui, cosa accaduta solo poche altre volte in passato.
- Popolo romano: come nel caso degli italici, anche il popolo romano  è ricordato poche volte: si tratta pur sempre infatti di un'orazione di ringraziamento al Senato. Tuttavia Cicerone non dimentica il fatto che è grazie ad esso, riunito nei comizi centuriati, che è stato possibile il suo ritorno.
- Cesare: Gaio Giulio Cesare era stato investito in quel periodo del comando delle legioni romane in Gallia per cinque anni.  Egli rimane piuttosto defilato nella vicenda dell'Arpinate e così Cicerone non manca, nell'unica volta in cui parla di lui (peraltro non nominandolo esplicitamente), di evidenziare il suo atteggiamento ambiguo. Dice infatti: «io non dico che mi fosse nemico, ma so bene che, quando si diceva che lo fosse, taceva»[23].
- Lucio Ninnio Quadrato: tribuno della plebe del 58 che avanza una rogatio per il ritorno di Cicerone, ma è ostacolato. L'Arpinate lo ringrazia definendolo «il difensore più fedele della mia salvezza»[24].
- Elio Ligure: tribuno della plebe del 58 che ostacola le iniziative legali sorte in favore di Cicerone. Questi lo accusa più volte nell'orazione.
- Caio Pisone Frugi: genero di Cicerone e parente del console Pisone. Si adopera instancabilmente in favore del suocero, arrivando a rinunciare a partire per il Ponto e la Bitinia, dove avrebbe dovuto esercitare la carica di questore. Cicerone ne esalta l'assoluta fedeltà e abnegazione.
- Quinto Numerio Rufo e Atilio Serrano: sono i due tribuni della plebe del 58 che ostacolano le proposte a sostegno di Cicerone degli altri otto tribuni.
- Tribuni della plebe: Cicerone ringrazia anche i tribuni della plebe dell'anno 57 per essersi spesi nella sua causa: oltre a Milone e Sestio, Caio Cestilio, Marco Cispio, Tito Fadio, Marco Curzio, Caio Messio e Quinto Fabrizio.
- Pretori: L'Arpinante ringrazia altresì i pretori che avevano sostenuto con tutti i mezzi l'iniziativa a favore del suo ritorno: Lucio Cecilio, Marco Calidio, Caio Settimio, Quinto Valerio, Publio Crasso, Sesto Quintilio e Caio Cornuto.

## Edizioni
Tra le principali edizioni dell'orazione Post reditum in senatu si possono ricordare:
- Federico Ceruti, In M. Tulli Ciceronis orationem Post reditum in Senatu commentarius Federici Ceruti, Veronae, apud Hieronymum Discipulum, 1585;
- Cicero Marcus Tullius, M. Tullii Ciceronis Orationes Pro Licinio Archia poeta, Pro M. Marcello, Pro Q. Ligario ad Caesarem, Pro lege Manilia ad populum, Pro rege Deiotaro ad Caesarem, Post reditum in senatu, Post reditum suum ad Quirites, Dilingae, impensis Caspari Sutoris, 1628;
- Cicero Marcus Tullius, [Ciceronis]Orationes post reditum in senatu et ad Quirites; Pro domo sua ad pontifices; De haruspicum responsis, edidit C. F. A. Nobbe, Lipsiae, Sumptibus et typis Caroli Tauchnitii, 1849;
- Cicero Marcus Tullius, Pt. 2, vol. 2: Continens orationis pro M. Tullio quae mansuerunt, orationes Pro M. Fonteio, Pro A. Caecina, De imperio Cn. Pompeii, Pro A. Cluentio Avito, De lege agraria tres, Pro C. Rabirio perduellonis reo, in L. Catilinam quattuor, Pro L. Murena, Pro L. Flacco, Pro P. Sulla, Pro Archia poeta, Post reditum in senatu, Post reditum ad Quirites, De domo sua, De haruspicum responso, recognovit Reinholdus Klotz, ed. altera emendatior, Lipsiae, in aedibus B. G. Teubneri, 1882;
- Cicero Marcus Tullius, M. Tulli Ciceronis orationes Post reditum in Senatu et post reditum ad Quirites habitae; De domo sua; De haruspicum responso, recognovit C. F. W. Müller, Lipsiae, in aedibus B. G. Teubneri, 1885;
- Cicero Marcus Tullius, Oratio post reditum in senatu, introduzione e note di G. Bortone, Napoli, Alberto Morano, 1938;
- Cicero Marcus Tullius, L'orazione Post reditum in senatu, introduzione e commento di Ettore Guerriero, Milano, Signorelli, 1940;
- Cicero Marcus Tullius, M. Tulli Ciceronis Oratio cum senatui gratias egit, recognovit, praefatione historica atque critica instruxit Iosephus Guillen, Milano, sumptibus Arnoldi Mondadori, 1967;
- Cicero Marcus Tullius, Pro Archia poeta; Post reditum in senatu; Post reditum ad Quirites; De domo sua; De haruspicum responsis; Pro Plancio, with an English translation by N. H. Watts, Cambridge, Massachusetts, Harvard university press; London, Heinemann, 1979;
- Marcus Tullius Cicero, Le orazioni, a cura di Giovanni Bellardi, 4 voll., Torino, UTET, 1975-1981;